# Ugo Attardi
Ugo Attardi (Sori, 12 marzo 1923 – Roma, 20 luglio 2006) è stato un pittore, scultore e scrittore italiano.

## Biografia
Nasce in provincia di Genova. Il padre, sindacalista e componente attivo nella 'Federazione dei Marittimi', originario di Santo Stefano Quisquina, piccolo borgo in provincia di Agrigento, è costretto dal regime fascista a lasciare la Liguria per tornare in Sicilia. La madre è Natalia Attardi Donnini . Trasferitosi insieme alla famiglia a Palermo, incuriosito dalla pittura e dalle sue tecniche, fin da piccolo (nel tempo libero aiutava lo zio paterno, vecchio pittore di ritratti e paesaggi) inizia a frequentare l'Accademia di Belle Arti e successivamente la facoltà di Architettura. Nel 1945 si trasferisce a Roma, ospitato da Pietro Consagra, a sua volta ospite di Renato Guttuso.
Il clima ricco di iniziative culturali e civili del dopoguerra gli consente di riprendere con slancio la propria ricerca. Con alcuni giovani artisti, nel 1948, costituisce il movimento Forma Uno, di orientamento astratto, maturando tuttavia visioni divergenti rispetto al resto del gruppo. I suoi compagni erano Carla Accardi, Antonio Sanfilippo, Pietro Consagra, Piero Dorazio, Mino Guerrini, Concetto Maugeri, Achille Perilli e Giulio Turcato.
Nel 1948 partecipa alla Rassegna nazionale di arti figurative (V Quadriennale Nazionale d'Arte) di Roma.
Nei primi anni cinquanta orienta la sua arte verso l'espressionismo, ispirandosi tra gli altri a Francis Bacon e George Grosz, affiancando alla propria attività di artista l'impegno politico all'interno del Partito Comunista Italiano.
L'esigenza di sperimentare un rapporto nuovo e visionario con la realtà lo porta ad allontanarsi dall'astrattismo, per studiare una propria forma di espressionismo. Nel 1952 e nel 1954 è invitato alla XXVI e alla XXVII Biennale di Venezia. Nel 1956, pur nel pieno della crisi dei realismi, espone con successo in una galleria di Trastevere. Nel 1958 partecipa alla fondazione e inizia la collaborazione col giornale di cultura e politica "Città Aperta", insieme a Tommaso Chiaretti, Elio Petri, Renzo Vespignani, Mario Socrate. Nei primi anni sessanta partecipa a numerose esposizioni sia in Italia che all'estero. Nel 1961 fonda il gruppo Il Pro e il Contro, capeggiando a tutte le manifestazioni fino all'ultimo anno, quello dello scioglimento.
Nel 1963 una sua opera viene esposta alla mostra Contemporary Italian Paintings, allestita in alcune città australiane. Nel 1963-64 espone alla mostra Peintures italiennes d'aujourd'hui, allestita in medio oriente e in nordafrica.
Un viaggio in Spagna lo indirizza verso la riscoperta dei classici e all'approfondimento degli studi storici.
Nel 1974 realizza il drappellone del Palio di Siena del 16 agosto.
Nel 1986 e nel 1987 espone alla ICAF di Londra e all'Expo Internazionale di Arte Contemporanea di Milano. 
Nel 1988 le sue opere sono esposte a Tokyo.
Nel 1997 la società Telecom sceglie una sua opera come immagine per una scheda telefonica.
Nel 2003 la Presidenza del Consiglio dei Ministri della Repubblica gli conferisce il Premio per la Cultura nel Settore dell´Arte, quale riconoscimento istituzionale volto a segnalare la figura e l'opera di grandi artisti e personalità della cultura. Nel 2006 ha ricevuto dal Presidente Carlo Azeglio Ciampi, il titolo di Grande Ufficiale della Repubblica, per i suoi meriti artistici e per aver saputo diffondere e valorizzare in tutto il mondo il genio e la creatività italiani. Si spegne al Policlinico Gemelli di Roma a 83 anni.

## Opere
Alla fine degli anni sessanta lavora alla stesura del romanzo L'erede selvaggio, pubblicato nel 1970 che gli frutterà, nel 1971, il Premio Viareggio nella sezione narrativa. Nel 1967 avvia una notevole attività di scultore: dopo il bassorilievo Addio Che Guevara del 1968, lavora ad alcuni gruppi di legno tra cui L'arrivo di Pizarro del 1968-71 e a bronzi molto enigmatici e sensuali tra i quali La Maga del 1974.
Nella primavera del 1973 dipinge a Mogadiscio, su richiesta di personalità politiche locali, un monumentale (tre metri e mezzo di altezza per oltre dieci di lunghezza)  affresco “La nuova Somalia”  nella nuova sede del Parlamento. L'opera in seguito è andata distrutta a causa della guerra.
Attardi ha realizzato anche importanti opere pubbliche, tra le quali il gruppo Il vascello della Rivoluzione, omaggio del Governo italiano allo Stato francese in occasione del bicentenario della presa della Bastiglia, esposto temporaneamente a Parigi e installato definitivamente all'EUR (Roma) nei pressi del Palazzo dello Sport, I sogni del re normanno all'interno del nuovo aeroporto internazionale di Palermo, En las Americas in Avenida 9 de Julio a Buenos Aires, l'Ulisse a Battery Park a New York, il Cristo acquisito nella collezione dei Musei Vaticani, e l'Enea, donato al popolo di Malta e collocato all'entrata del porto della Valletta.
Nel 1983 il Centre Georges Pompidou di Parigi gli dedica una manifestazione e un balletto ispirato alle sue opere. Nel 1986 espone alla XI Quadriennale di Roma un legno policromo del 1984 La Cantante. Nel 1987 ha realizzato il monumento "Per la libertà", commissionato dalla UIL. Nel 1989 crea il Busto commemorativo di Teresa Gullace (martire della resistenza), opera esposta nell'atrio dell'omonimo Liceo Scientifico di Roma.
Nel 1987 una selezione di suoi disegni viene scelta dalla Newton Compton per impreziosire l'antologia di poesie di Emily Dickinson.
Nel marzo 2003 prende parte alla mostra collettiva itinerante "Giochi Olimpici" a Palazzo Reale di Napoli, la quale in giugno viene trasferita ad Atene, presso il Museo di Arte Ciclada, e in ottobre a Venezia, presso la Chiesa e Scuola Grande di San Giovanni Evangelista.
In collezioni private:
- Nudo, seconda metà del novecento, disegno su carta, 68x49cm, collezione privata.
- Roma, seconda metà del novecento, olio e tempera su tela, 74,5x99,8cm, collezione privata.

Nei musei:
- MAGI '900 di Pieve di Cento (BO)

## Principali mostre collettive
- 1947: Art Club (Roma)
- 1947: Studio d'Arte Moderna (Roma)
- 1948: Art Club (Roma)
- 1952: Biennale di Venezia
- 1954: Biennale di Venezia
- 1956: Galleria La Tartaruga (Roma)
- 1959: Quadriennale di Roma
- 1963: Gallery 63 (New York)
- 1965: Galleria La Nuova Pesa (Roma)
- 1965: Quadriennale di Roma
- 1968, 69, 70 e 71: Galleria Il Gabbiano (Roma)
- 1978: Biennale di Venezia
- 1982: Foire internationale d'art contemporain (FIAC), Grand Palais (Parigi)
- 1986: Quadriennale di Roma
- 1992: Quadriennale di Roma
- 2003: Museo di San Salvatore in Lauro (Roma)
- 2015: Museo Archeologico Regionale di Agrigento - "Leonardo Sciascia e le arti visive"

## Principali mostre personali
- 1961 Galleria La Nuova Pesa (Roma)
- 1970 Galleria 32 (Milano)
- 1970 Galleria Il Narciso (Torino)
- 1970 Galleria Il Gabbiano (Roma)
- 1976: Palazzo dei Diamanti
- 1976: Galleria Ca' d'Oro (Roma)
- 1981: Rotonda della Besana (Milano)
- 1983: Galleria Faris (Parigi)
- 1983: Centre Georges Pompidou (Parigi)
- 1985: Palazzo Barberini (Roma)
- 1991: Galleria Spazio 3 (Roma)
- 1991: Palazzo della Penna (Perugia)
- 1993: The Organization of America States (Washington)
- 1994: Reale Albergo dei Poveri (Palermo)
- 1995: J.F.K. Airport (New York)
- 1995: Galleria Spazio Italia (New York)
- 1996: Centro Direzionale Alitalia (Roma)
- 1998: Palazzo Milo (Trapani)
- 2000: Centro J. L. Borges (Buenos Aires)
- 2000: Galleria Pavillion (Cordoba)
- 2001: Galleria Senato (Milano)
- 2003: Palazzo dei Normanni (Palermo)
- 2007: Loggiato San Bartolomeo (Palermo)
- 2008: Ulisse Gallery contemporary Art (Roma)
- 2010: Pinacoteca Civica (Savona)
- 2011: Ex Convento del Carmine (Marsala)
- 2012: Ex Garage Ruspi (Latina)

## Tecniche
Tradizionali nella pittura e nella grafica, in scultura legno e bronzo.

## Opere nei musei
- Museo Novecento di Firenze.
- Centro internazionale d'arte contemporanea di Genazzano (Roma).
- Collezione d'Arte Religiosa Moderna dei Musei Vaticani, della Città del Vaticano con l'opera Cristo.
- Galleria civica di arte contemporanea di Copparo (FE).
- Galleria d'arte moderna e contemporanea di Bergamo.
- Museo d'arte di Avellino con il bassorilievo Ulisse.
- MAMbo - Museo d'arte moderna di Bologna.
- Museo delle generazioni italiane del '900 di Pieve di Cento (BO).
- Patrimonio artistico Inps - Museo Inps di Roma con le opere Paesaggio Romano, Minatore di Ribolla e Paesaggio romano.
- Pinacoteca Leonida e Albertina Repaci di Palmi (RC) con Figura femminile nuda 1960.
- Museo della Fondazione Mormino - Villa Zito di Palermo.
- Museo Fortunato Calleri di Catania.
- MAGI '900, Pieve di Cento (BO).
- Pinacoteca Comunale Andrea Alfano di Saracena (CS) con l'opera Scaricatore (olio su tela).